# Rosa 'Laxa'
 Rosa 'Laxa' est un cultivar de rosiers, appartenant à la section des Caninae, originaire de Russie. C'est le Suisse Otto Fröbel qui l'a commercialisé en 1889.

## Description
C'est un arbrisseau formant un buisson de 1 à 2 mètres de haut, aux tiges inermes, à l'enracinement profond, qui n'émet ni drageons ni sauvageons. Il donne des sujets trapus, bien ramifiés. En cas de manque de chaux et de potasse, il est très sensible à la maladie des taches noires.
Le cultivar Rosa 'Laxa' ne doit pas être confondu avec l'espèce Rosa laxa Retz.

## Synonymes
- Rosa dumetorum 'laxa'
- Rosa laxa Hort. non Retz.
- Rosa coriifolia var. froebelii